# Římskokatolická farnost Unín u Tišnova
Římskokatolická farnost Unín u Tišnova je územní společenství římských katolíků v obci Unín s farním kostelem sv. Petra a Pavla.

## Území farnosti
- Unín s kostelem sv. Petra a Pavla
- Bukovice
- Hajánky
- Hájek
- Hluboké Dvory
- Jamné
- Rohozec s kaplí sv. Cyrila a Metoděje

## Duchovní správci
Administrátorem excurrendo je od 1. srpna 2005 R. D. Ervín Jansa, farář z Lomnice u Tišnova.

## Bohoslužby
| Kostel            | Místo | Bohoslužba (den) | Hodina     | Poznámka     |
| ----------------- | ----- | ---------------- | ---------- | ------------ |
| sv. Petra a Pavla | Unín  | neděle středa    | 8.00 16.00 | Farní kostel |

## Aktivity ve farnosti
Dnem vzájemných modliteb farností za bohoslovce a bohoslovců za farnosti brněnské diecéze je 24. březen. Adorační den připadá na 27. září.
Na území farnosti se koná Tříkrálová sbírka. Při sbírce v roce 2016 se vybralo mj. v Uníně 6 350 korun, v Rohozci 8 442 korun. O rok později činil výtěžek sbírky v Uníně 6 829 korun, v Rohozci 8 931 korun.